# Covenant (альбом)
Covenant — третий полноформатный студийный альбом дэт-метал группы Morbid Angel, выпущенный в 1993 году лейблом Earache Records.

## Об альбоме
На композиции God of Emptiness и Rapture были созданы видеоклипы. В 2006 году альбом был переиздан лейблом Painkiller Records в формате picture LP лимитированным тиражом в 1000 экземпляров.
Для записи альбома Трей Азагтот начал впервые пользоваться семиструнной гитарой.

## Список композиций
1. Rapture — 04:17
2. Pain Divine — 03:57
3. World of Shit (The Promised Land) — 03:20
4. Vengeance Is Mine — 03:15
5. The Lion’s Den — 04:44
6. Blood on My Hands — 03:43
7. Angel of Disease — 06:15
8. Sworn to the Black — 04:00
9. Nar Mattaru — 02:06
10. God of Emptiness — 05:27

## Участники записи
- Трей Азагтот — гитара, клавишные
- Пит Сандовал — ударные
- Дэвид Винсент — бас, вокал

## Производство
Музыка всех песен — Трей Азагтот, кроме «Lions Den», музыка — Винсент.
Вся лирика Винсент, кроме «Angel Of Disease», лирика — Азагтот.
Аранжировки всех песен — Азагтот/Винсент.
Альбом спродюсирован Morbid Angel и Flemming Rasmussen.
Инженерная работа — Tom Morris и Fleming Rasmussen, на студии Morrisound, Тампа, Флорида.
Смикшировано — Flemming Rasmussen на студии Sweet Silence, Копенгаген, Дания.
Оформление — Martin Nesbitt, фото «Книги» на обложке — Luton Sinfield.
В оформлении обложки использована «Книга церемониальной магии» Артура Эдварда Уэйта.